# Samenreiskorting
Samenreiskorting houdt in dat een treinreiziger in Nederland tijdens de daluren met korting mag reizen als hij samenreist met iemand die reist op een van de volgende abonnementen: Altijd Voordeel, Altijd Vrij, Dal, Dal Voordeel, Grensabonnement, Jaartrajectabonnement, Maandtrajectabonnement, OV-Jaarabonnement (hoofd- of bijabonnement), OV Vrij, Studentenreisproduct, Traject Vrij, Trein Vrij, Voordeelurenabonnement, Weekend Vrij.
Een houder van een van deze producten mag maximaal drie medereizigers meenemen, die allen 40% korting krijgen. De medereizigers moeten wel in dezelfde klasse zitten als de houder van de kaart die recht geeft op Samenreiskorting. Sinds 9 juli 2014 moet degene die op basis van de Samenreiskorting met korting wil reizen, gebruikmaken van een OV-chipkaart, en moet hij voor de reis bij de NS-kaartautomaat het product "Samenreiskorting" op die kaart laden en daarbij de klasse kiezen. Het product geldt zolang steeds binnen 35 minuten na uitchecken weer wordt ingecheckt. In veel gevallen komt dit erop neer dat het geldt voor een enkele reis, ook met meerdere vervoerders. Men kan het ook eerder bij de NS-kaartautomaat stopzetten.
Voorwaarde is, indien van toepassing, het ingecheckt zijn op hetzelfde station.
Het product "Samenreiskorting" kan soms ook bij een AVM van CCV op de kaart worden geplaatst (het kan bijvoorbeeld bij de Arriva Store en bij stations alleen bediend door Connexxion, maar niet bij het GVB).
Samenreiskorting heeft in het systeem een hogere prioriteit dan abonnementen. Men moet Samenreiskorting dus vermijden (zo nodig stopzetten) als men vrij gaat reizen.

## Onafhankelijkheid van korting voor de een en Samenreiskorting voor de ander
De Samenreiskorting is onafhankelijk van de vraag of de houder van de kaart die recht geeft op Samenreiskorting zelf met korting reist of vrij reist. Zoals gezegd gaat het voor degene die meereist om de daluren.

## Samenreiskorting ter verlaging van het saldo nodig voor het passage-recht
Het laden van Samenreiskorting verlaagt het instaptarief van € 20 naar € 10, en daarmee het vereiste saldo voor het passage-recht van € 20 naar € 10. Strikt genomen is men in overtreding als men dan zonder iemand met een abonnement verblijft op delen van het station waar een geldig vervoerbewijs verplicht is. Bij het uitzwaaien van iemand met een abonnement is men strikt genomen in overtreding vanaf het moment dat de treindeuren sluiten.
Sind 1 januari 2016 is de geldigheid gelijk aan de Dal Vrij

## Overstappen
Bij omchecken wordt eerst bij het uitchecken het eerste deel van de reis afgerekend. Bij opnieuw inchecken moet wederom voldoende saldo op de kaart staan voor het instaptarief/passagerecht. Indien dit saldo niet op de kaart staat, dient de kaart eerst geladen te worden. Bij laden van de kaart bij een automaat worden het overstaprecht en de samenreiskorting van de kaart verwijderd.

## Samenreiscode
Sinds 19 februari 2024 worden reizigers aan elkaar gekoppeld door middel van een samenreiscode, die je deelt met je medereizigers. Dit kan bijvoorbeeld via e-mail of WhatsApp. 

Tot 22 april 2024 was het nog mogelijk om via de NS-kaartautomaat een samenreiskorting op een OV-chipkaart te zetten. Daarna is het alleen nog mogelijk om een samenreiscode aan te vragen via ns.nl, in de NS-app of bij de NS-servicebalie.